# 諺文正寫法
諺文正寫法（：／）是大韓民國現在所使用的朝鮮語的正寫法。該正寫法是以1933年由朝鮮語學會所作成的《朝鮮語正寫法統一案》（：／）為藍本，在其基礎上改訂而成的。1988年1月19日制定，編為大韓民國文化體育觀光部併教育部公告第88-1號，規定於1989年3月1日起施行。

## 目錄
《諺文正寫法》由正文6章57節和附錄標點符號2部分構成。章節構成大致如下所示：
- 第1章  總則
- 第2章  字母
- 第3章  關於發音
  - 第1節  濃音
  - 第2節  顎音化
  - 第3節  發音為“ㄷ”的終聲
  - 第4節  母音
  - 第5節  頭音法則
  - 第6節  反覆音
- 第4章  關於形態
  - 第1節  體言及助詞
  - 第2節  詞幹及詞尾
  - 第3節  有後綴的單字
  - 第4節  有前綴和後綴的單字
  - 第5節  縮略形式
- 第5章  分寫
  - 第1節  助詞
  - 第2節  依存名詞，量詞以及表示列舉的詞彙等
  - 第3節  助動詞
  - 第4節  專有名詞以及專業詞彙
- 第6章  其他
- （附錄）  標點符號

## 拼寫法
第1章總則的第1條明確規定：“諺文正寫法按照標準語的發音拼寫，但要注意合乎詞法。”，其中“按照標準語發音拼寫”指的是依照現代朝鮮語的音系拼寫。例如，於1930年代之前就已從現代朝鮮語中消失的古代母音字母“ㆍ”在實際生活中仍然有人會使用，但它並不表示任何一個現有的發音，因此沒有在此方案中採用。
“合乎詞法”指的是詞語的拼寫需要符合詞源。例如，表示“山＋主格助詞”這一意思的朝鮮語發音為/sani/，如果嚴格按照發音來拼寫的話應該寫成“사니”，但實際上該詞的詞源是名詞san後面加上主格助詞-i，所以在這裡原則上要尊重詞源，將不同部分的形態完整地表示出來，寫成“산이”（san-i）。
將該正寫法中關於拼寫（形態）的要點整理如下：

### 詞幹與詞尾以及後綴的分合拼寫

#### 1. 體言詞幹和詞尾（助詞）
體言詞幹和體言詞尾（助詞）分別拼寫（第14條）。據此，體言的詞幹在不同的詞尾之前都能保持形態不變。例如：
- 떡（年糕）― 떡이（年糕＋主格助詞）― 떡을（年糕＋對格助詞）
- 값（價格）― 값이（價格＋主格助詞）― 값을（價格＋對格助詞）

#### 2. 用言詞幹和詞尾
用言詞幹和用言詞尾分別拼寫（第15條）。據此，用言的詞幹在詞尾變化之後也能保持形態不變。例如：
- 먹다（動詞，吃）― 먹어― 먹으니
- 앉다（動詞，坐）― 앉아― 앉으니

但是，有些用言的變化不規則，此時詞幹也會跟著詞尾的變化發生變化。例如：
- 놀다（動詞，玩）― 놉니다― 노니
- 맵다（形容詞，辣）― 매워― 매우니

#### 3. 詞幹和後綴
詞幹和後綴分別拼寫（第6條，第19至26條）。例如：
- -이：길이（名詞，長度）＜ 길다（形容詞，長），많이（副詞，多）＜ 많다（形容詞，多）
- -음：얼음（名詞，冰）＜ 얼다（動詞，冷凍），만듦（名詞，製作／創造）＜ 만들다（動詞，製作／創造）
- -히：밝히（副詞，明亮地）＜ 밝다（形容詞，明亮的），급히（副詞，急切地）＜ 급하다（形容詞，急／急迫）
- -기-，-리-，-뜨리-等：옮기다（及物動詞，移動）＜ 옮다（不及物動詞，移動），뚫리다（不及物，通過）＜ 뚫다（及物，穿透），부딪뜨리다（及物，撞）＜ 부딪다（不及物，撞）
- 其他：낚시（名詞，釣魚）＜ 낚다（動詞，釣魚），덮개（名詞，被子／蓋子）＜ 덮다（動詞，覆蓋），깜짝이다（動詞，吃驚）＜ 깜짝（名詞，嚇一跳）

但是，以下這些情況為例外，詞幹和後綴沒有明顯的分界，例如：
- 與本義相差甚遠的詞彙：노름（名詞，賭博）＜ 놀다（動詞，玩），코끼리（名詞，象）＜ 코（名詞，鼻子）＋ 길이（名詞，長長的樣子）
- 現代朝鮮語中無法系統歸類的後綴：끄트머리（名詞，端／端緒）＜ 끝（名詞，結尾）＋ 으머리，지푸라기（名詞，一根稻草／稻草屑）＜ 짚（名詞，稻草／秸稈）＋ 으라기
- 詞幹結尾為復輔音，但接上後綴時發生子音脫落：말짱하다（形容詞，清爽）＜ 맑다（形容詞，清新／晴朗），널따랗다（形容詞，寬敞）＜ 넓다（形容詞，廣闊）
- 化為詞尾或助詞，具備一定文法功能：나마（後綴，將名詞變為表示具有該名詞性質的形容詞）＜ 남다（動詞，剩下），부터（助詞，從⋯／由⋯）＜ 붙다（動詞，依靠／附著）

由於關於此內容的規定相當細緻，所以並不容易判斷是否需要提煉出詞幹。例如，添加-이變為副詞的詞語當中，能後接-하다的詞語應該分出詞幹（例如：깨끗이“副詞，乾淨地／整潔地”― 깨끗하다“形容詞，乾淨的”）、無法後接-하다的詞彙不應分出詞幹（例如：갑자기“副詞，猛然／突然”）。

### 合成詞中各個成分的分合拼寫
合成詞中各個成分原則上分別拼寫（第27條）。例如：
- 꽃잎（花瓣）＜ 꽃（花）＋ 잎（葉子）
- 헛웃음（假笑）＜ 헛（形容詞，假的）＋ 웃음（名詞，笑）

但是，如果合成時發生了音素脫落或者音素變化，則應該寫成變化後的形式（第28，29條）。另外，為了避免與其他詞彙同音相混，이（牙齒／蝨子）在合成詞中拼作니。例如：
- 마소（牛馬）＜ 말（馬）＋ 소（牛）
- 이튿날（翌日）＜ 이틀（兩天）＋ 날（日子）
- 앞니（門牙）＜ 앞（前面）＋ 이（牙齒）

“사이시옷”（當中的“ㅅ”（시옷））一般只用在固有詞之間或固有詞和漢語詞組成的合成詞中，純漢語詞中原則上不用（第30條）。例如：
- 나뭇가지（樹枝）＜ 나무（固有詞，樹木）＋ 가지（固有詞，枝條）
- 귓병（耳病）＜ 귀（固有詞，耳朵）＋ 병（漢字詞，疾病）

少數雙音節漢語詞中也適用“사이시옷”。例如：
- 숫자（數字），횟수（回數）

由於古代朝鮮語的殘存而有音素插入或音素變化的詞彙，依照發音進行拼寫（第31條）。例如：
- 볍씨（稻種）＜벼（稻）＋씨（種子）：此處插入ㅂ是因為在中世朝鮮語中씨的子音是復輔音“ㅄ”，該特徵被這個單字一直保留到了現代朝鮮語中。
- 안팎（內外）＜안（內）＋밖（外）：此處밖發生激音化變為팎是因為在中世朝鮮語中안的最後一個音素是“ㅎ”，該特徵被這個單字保留下來。

### 同音異形詞
由於詞幹來源不同，很多發音相同的詞彙拼法卻不一樣。例如：
- 느리다（形容詞，慢）― 늘이다（動詞，延長）
- 다치다（動詞，受傷）― 닫히다（不及物動詞，關閉）― 닫치다（及物動詞，關閉）
- 시키다（動詞，使／令／讓）― 식히다（動詞，使⋯降溫）

### 漢字詞的拼寫
以ㄴ和ㄹ開頭的漢字詞遵循頭音法則，第一個音素發生變化，依照變化之後的發音進行拼寫（第10至12條）。例如：
- 여자（女子），익명（匿名）
- 양심（良心），이발（理髮）
- 낙원（樂園），노인（老人）

ㄹ出現在詞中時，如果符合以下條件，也應該寫成ㅇ：
- 跟在母音或者ㄴ之後的렬，률：나열（羅列），선율（旋律）
- 前綴之後的ㄹ：역이용（逆利用），열역학（熱力學）

但是，也有不遵循頭音法則寫成ㄹ，ㄴ的情況，如姓＋單字名（최린“崔麟” ＜ 최인），以及部分縮寫詞（국련“國聯” ＜ 국제 연합“國際聯合”＝聯合國）等。
另外，按慣用讀音來發音的詞彙，應該按照慣用讀音拼寫（第52條）。例如：
- 허락（許諾：“諾”的本來讀音為“낙”）
- 시월（十月：“十”的本來讀音為“십”）

### 縮略形式

#### 1. -아/-어形式
用言的-아/-어形式的縮略法則如下所示（第34至36條）：
- -ㅏ/-ㅓ詞幹：가아 ＞ 가（動詞，走），서어 ＞ 서（動詞，站立）
- -ㅐ/-ㅔ詞幹：내어 ＞ 내（動詞，給出／拿出），세어 ＞ 세（形容詞，強）
- -하다詞幹：하여 ＞ 해（動詞，做）
- -ㅗ/-ㅜ詞幹：보아 ＞ 봐（動詞，看），주어 ＞ 줘（動詞，給／給予）
- -ㅚ詞幹：되어 ＞ 돼（動詞，變成／成為）
- -ㅣ詞幹：가지어 ＞ 가져（動詞，拿）

#### 2. -이-
用言詞幹接後綴-이-形式的縮略法則如下所示（第37，38條）：
- 싸이다 ＞ 쌔다，싸이어 ＞ 쌔어，싸여（動詞，被包裹）
- 보이다 ＞ 뵈다，보이어 ＞ 뵈어，보여（動詞，看見）

#### 3. 其他
하다縮略時發生激音化的詞語拼成激音。但是，縮略形式被廣泛使用的詞彙仍然寫出終聲ㅎ。例如：
- 연구하도록 ＞ 연구토록（像做研究一樣）
- 않다，그렇다，아무렇다

-지 않-，-치 않- 的縮略形式分別寫成 -잖-，-찮-。
- 적지 않은 ＞ 적잖은（不少）
- 만만하지 않다 ＞ 만만치 않다 ＞ 만만찮다（難以戰勝的）

## 分寫和連寫
第1章總則第2條明確規定：“句子中各個單詞原則上分開書寫。”，但體言詞尾（助詞）必須連寫（第41條）。據此，大韓民國的朝鮮語原則上以詞為單位分開書寫。
允許連寫的只有以下幾種情況：
- 数詞＋量詞的組合中，量詞具有順序屬性，或者是阿拉伯數字與量詞的結合：두 시 ＞ 두시（2點鐘），7 미터 ＞ 7미터（7公尺）
- 部分助動詞：도와 드리다 ＞ 도와드리다（“幫助”的自謙用法）
- 專有名詞：대한 중학교 ＞ 대한중학교（大韓中學校）

另外，被要求必須連寫的有以下幾種情況：
- 大数詞（以萬為單位分寫）：12억 3456만 7898（12億3456万7898）
- 朝鮮人的姓名：김양수（金良洙）

但是，當朝鮮人的姓名中姓與名的界線不明時，為了防止誤會，可以允許分寫。例如：
- “남궁억”的姓氏為南時寫為“남 궁억”，為南宮時則寫為“남궁 억”。

## 標點符號
- 逗號和句號在橫寫時使用“,.”，豎寫時使用“。”。
- 引號在橫寫時使用‘ ’和“ ”，豎寫時使用「 」和『 』。

## 問題

### 拼寫法
對於正寫法中沒有規定的詞句，按道理寫法不限，但有時會引起混亂以及社會的廣泛討論。
例如對於表示存在的系詞-이다（有）的해요體（朝鮮語敬語的一種，對地位高於自己的人的非正式用法）應該如何表示這一問題，正寫法中就沒有規定。在詞幹結尾為子音的体言後寫成-이에요沒有任何問題，但在詞幹結尾為母音的体言之後則有-에요和-예요兩派意見（例如：저에요，저예요“是我”）。
針對這種問題，韓國的國語研究院會發表效力與正寫法相當的官方見解。例如上面的例子中，國語研究院就採用了-예요，其後社會中使用時也逐漸統一成了-예요。

### 連寫和分寫
分寫的規定除了“以單字為單位分開書寫”這一大原則外，並沒有特別細緻的規定。但是，應該怎樣界定“單字”這一概念這一問題也還沒有統一的意見，所以有時會有雙重標準出現。
例如，國語研究院發行的《標準韓語大辭典》中，물어보다（尋找／問）這一單字沒有分寫。助動詞按原則必須分寫，但由於물어보다這一詞中보다（看／嘗試）作為表示“嘗試”的助動詞的意味已相當淡，所以물어보다被視為一整個單字，沒有分寫。但是，물어보다所對應的自謙詞“여쭤 보다”（試探／詢問）卻並沒有被當成一個單字，寫時中間必須加上空格。
韓國社會中有很多教授分寫單詞的詞典，但由於正寫法中關於分寫的規定太模糊，這些書籍中關於同一個詞彙的連寫分寫方法也尚未統一。

## 外部連結
- 諺文正寫法（國立國語研究院） （朝鮮語）
- Orthography guidelines issued by the Korean Ministry of Culture in 1988 at the Korean Wikisource